# さざなみ (列車)
さざなみは、東日本旅客鉄道（JR東日本）が東京駅 - 木更津駅・君津駅間を京葉線・内房線経由で運行している特急列車である。
本項では、房総西線→内房線で運転されていた優等列車の沿革についても記述する。

## 概要
特急「さざなみ」は、1972年7月15日に運転を開始し、当初は、新宿駅・東京駅 - 館山駅・千倉駅間を中央本線（新宿駅始発・終着列車のみ）・総武本線・外房線・内房線経由で運転され、同年10月のダイヤ改正でエル特急に指定された。房総半島方面への特急列車は、同日から「わかしお」も運転され、「わかしお」は外房線経由で運転された。
1982年11月15日に房総地区の急行列車を全廃して「さざなみ」が増発された。1991年3月19日に特急「成田エクスプレス」が運転開始することを受け、同年3月16日から東京駅 - 蘇我駅間が京葉線経由に変更された。
「ビューさざなみ」「ホームタウンさざなみ」「おはようさざなみ」なども運転されたが、2005年12月10日に列車愛称は「さざなみ」に統一された。
2015年3月14日のダイヤ改正で、定期運転の君津駅 - 館山駅間が廃止、全列車について運行区間が東京駅 - 君津駅間に統一、平日の朝上り・夕下りのみの運行となり、通勤輸送に特化したダイヤとなっている。
2023年3月18日のダイヤ改正で高崎線の特急「あかぎ」と「草津・四万」（2023年3月17日までの名称は「草津」）が全席指定席になったことで、首都圏を走るJRの特急列車では同じ東京と千葉県内とを結ぶ「しおさい」と「わかしお」とともに自由席を設定している数少ない列車であったが、いずれも2024年3月のダイヤ改正で全車指定席となった。

### 列車名の由来
沿線である東京湾内湾の小さく立つ波を表す「漣」「小波」「細波」（いずれも読みは「さざなみ」）が由来となっている。1959年の夏季臨時列車では「さざ波」のテールマークを掲出して運転したこともある。

## 運行概況
基本的に東京駅 - 君津駅間で平日に上り3本・下り4本運転されているが、上りの4号のみ木更津駅始発。定期列車は朝に上り、夕方から夜にかけて下りが運転されているホームライナー的な性格の強い列車である。下り列車の東京駅の発車時刻は毎時30分である。
菜の花が見頃の時期や駅からハイキング実施時などには、千倉駅まで延長運転されることがある。2013年には中央本線高尾駅まで延長運転された（途中、三鷹駅・立川駅・八王子駅に停車）。

### 停車駅
東京駅 - 蘇我駅 - 五井駅 - 姉ケ崎駅 - 木更津駅 - 君津駅
- 「新宿さざなみ」については後述。
- 臨時列車では海浜幕張駅に停車するものもある（なお、外房線の特急「わかしお」では一部の定期列車も海浜幕張駅に停車する）。

### 使用車両・編成
幕張車両センター所属のE257系500番台5両編成により運転される。2024年3月16日のダイヤ改正より全車両が指定席となった。
ただし、同年6月28日までは3・6号にグリーン車が設定されており、「鉄道コム」（朝日新聞社グループの鉄道情報サイト）によれば、当該列車の使用車両は後述の255系であった。

#### 過去の使用車両
255系
幕張車両センター所属の9両編成が運用されており、1993年7月2日から2005年12月10日までは本形式を使用する列車は「ビューさざなみ」の列車名で運転されていた。2023年時点では上り1本のみで使用されていたが、2024年3月16日のダイヤ改正でE257系に置き換えられ、運行を終了した。
183系
1972年の設定時から、2004年にE257系に置き換えられるまで運用された。

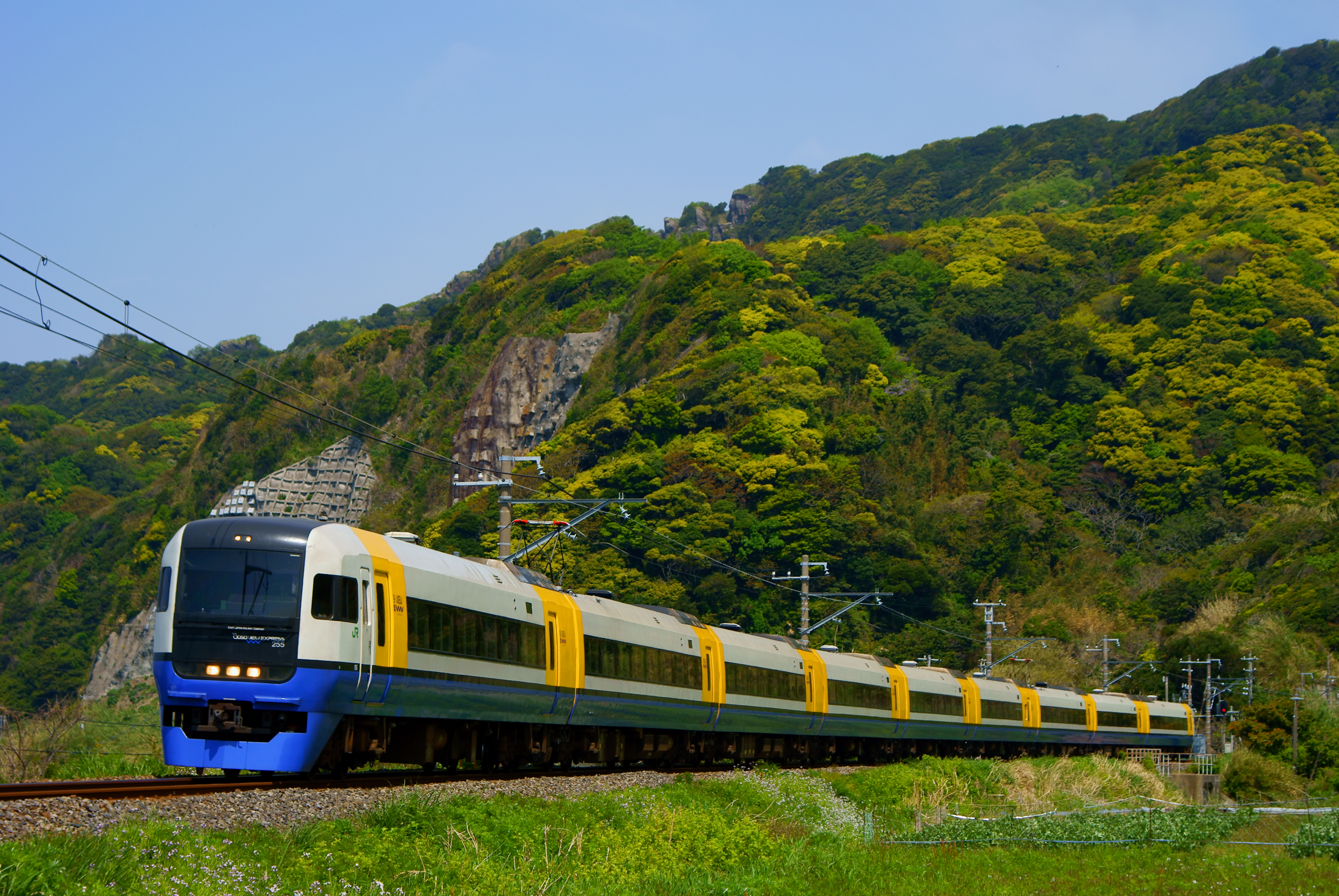
255系
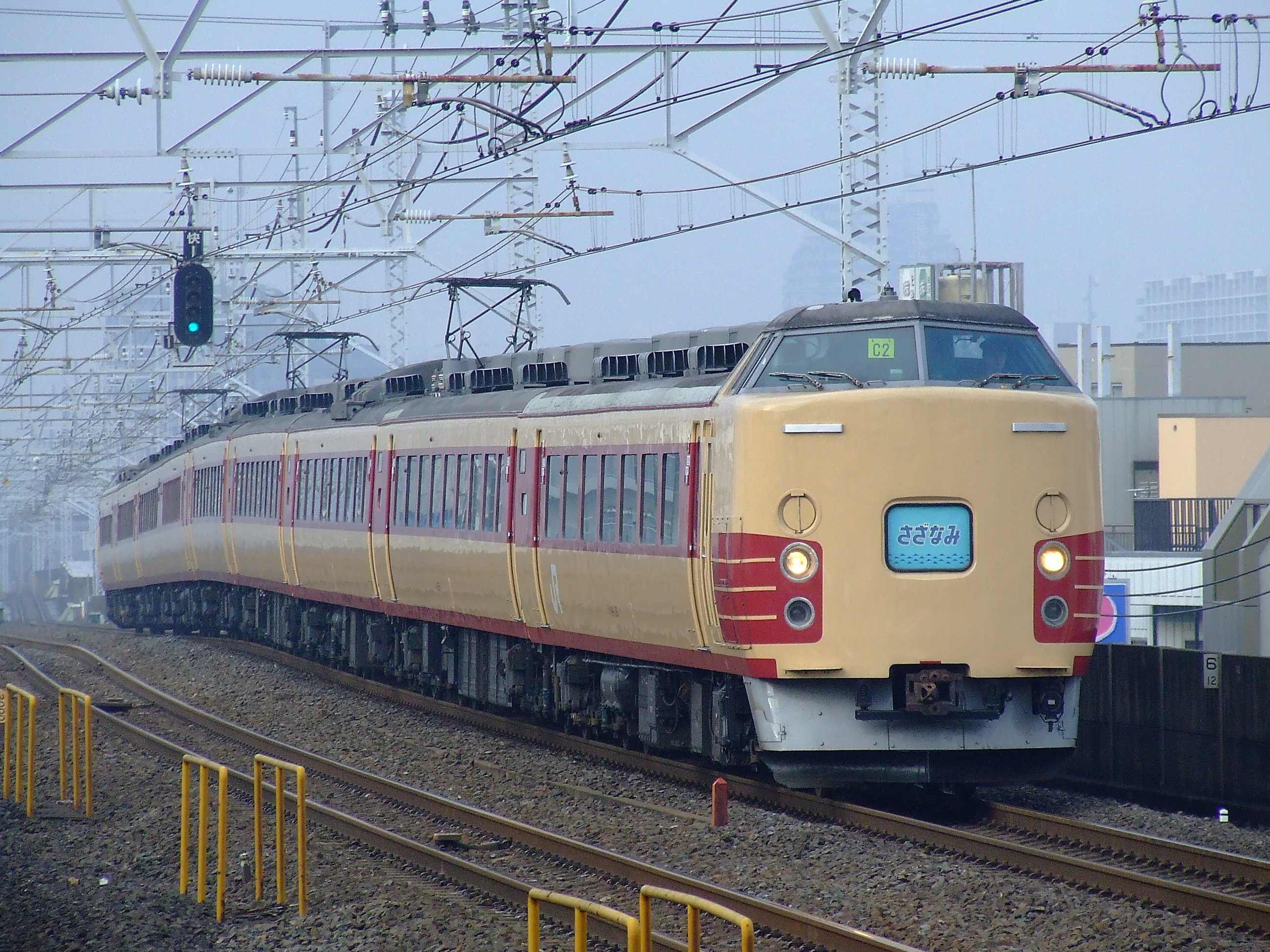
183系

## 臨時列車
臨時列車として、新宿駅 - 館山駅間（中央本線・総武快速線・内房線経由）の特急「新宿さざなみ」 が土休日に1 - 2往復運転されている（繁忙期はさらに増発される場合がある）。
使用車両は2024年時点で基本的にE257系5両編成だが、繁忙期は10両編成になる場合があるほか、5000番台（5000番台登場前は0番台）または255系9両編成が用いられることもある。
停車駅
新宿駅  - 錦糸町駅 - 船橋駅 - 千葉駅 - 蘇我駅 - 五井駅 - 木更津駅 - 君津駅 - 浜金谷駅 - 保田駅 - 岩井駅 - 富浦駅 - 館山駅
- 2018年3月のダイヤ改正までは佐貫町駅にも停車していた。
- 2024年3月のダイヤ改正までは秋葉原駅・津田沼駅にも停車していた。

このほか、不定期に日中帯に東京駅発着の臨時列車が運行されるほか、幕張メッセ来場客向けに東京駅 - 海浜幕張駅間運転の臨時「さざなみ」が運転されることがある。以前は「わかしお」として運転されていたが、2009年10月26日に東京駅 - 海浜幕張駅間の臨時列車（東京モーターショー来場者向け）が初めて「さざなみ」として運転された。その後、2010年6月9日 - 11日のInterop Tokyo来場客向け、同年10月5日 - 8日のCEATEC JAPAN来場客向け臨時列車も「さざなみ」として運転された。
また、かつて夏季に運転されていた「ビーチインBOSOさざなみ」は、蘇我駅 - 浜金谷駅間無停車だった。
「ビーチインBOSOさざなみ」停車駅
新宿駅 - 秋葉原駅 - 錦糸町駅 - 千葉駅 - 蘇我駅 - （この間途中無停車） - 浜金谷駅 - 保田駅 - 安房勝山駅 - 岩井駅 - 富浦駅 - 館山駅

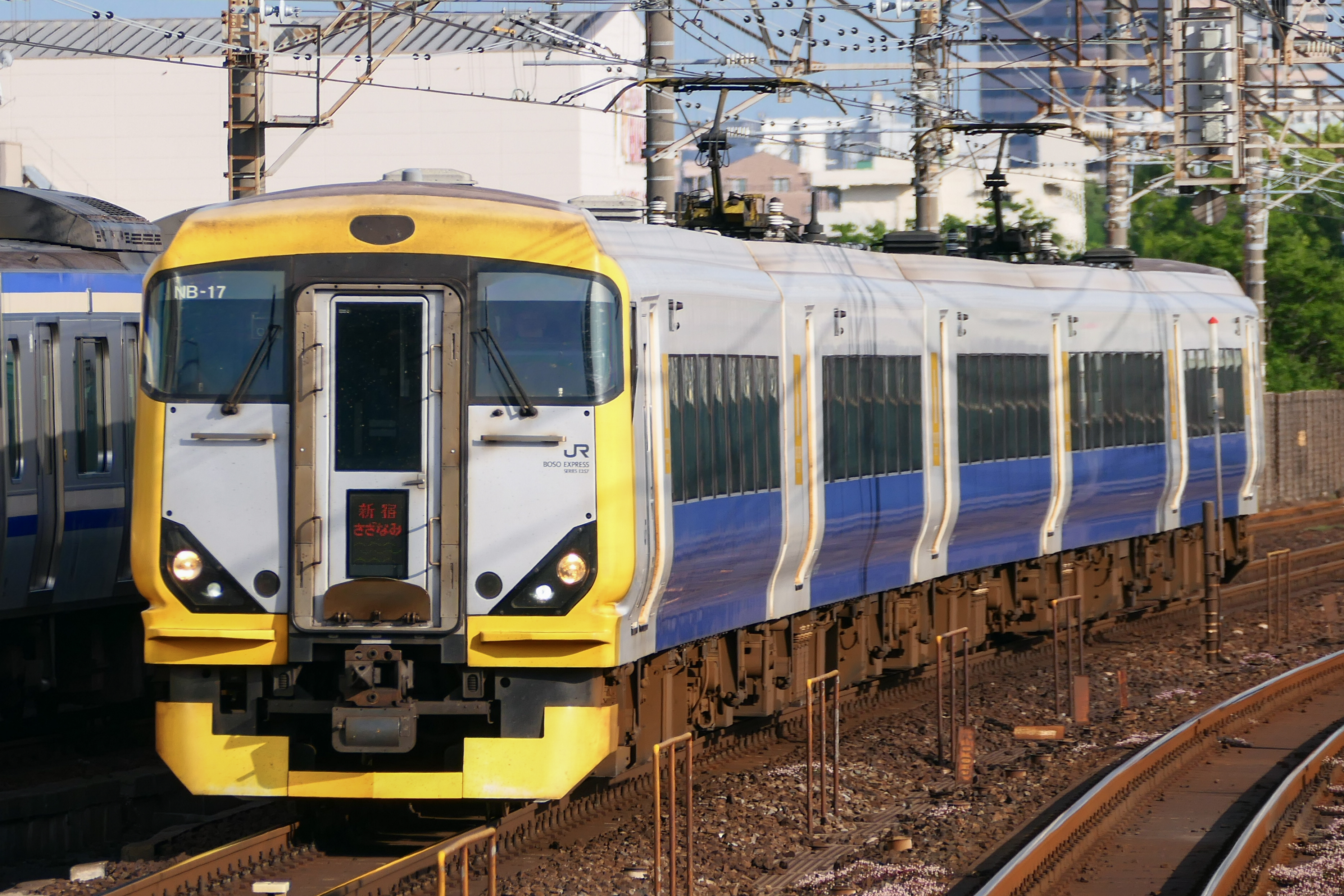
E257系500番台による「新宿さざなみ」
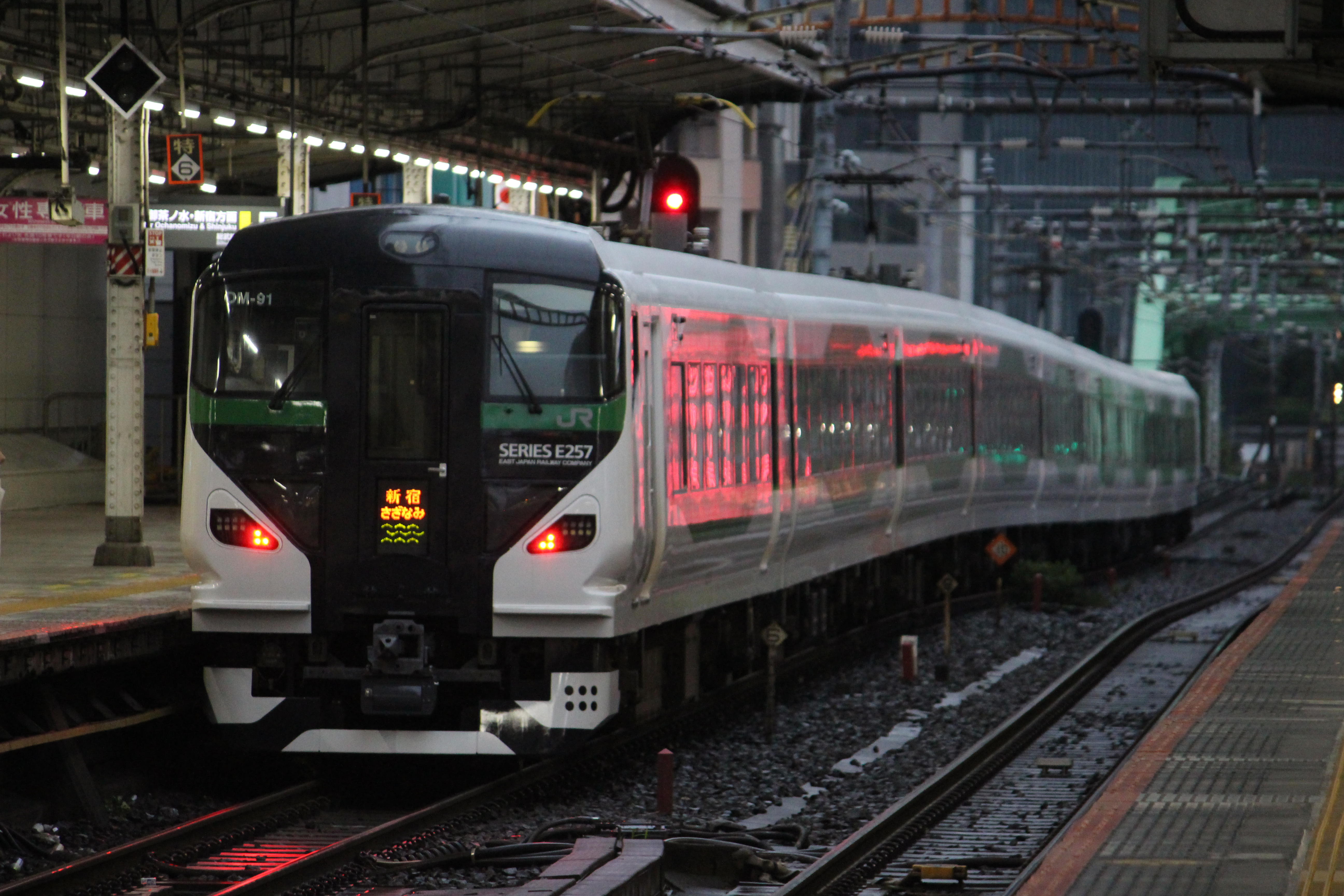
E257系5000番台による「新宿さざなみ」

## 利用状況
2015年3月14日のダイヤ改正より、定期列車は全列車が東京駅 - 君津駅間に運行区間を短縮し、平日のみの運行とされた。そのため、君津駅 - 館山駅間の特急列車は臨時「新宿さざなみ」号のみとなる。
この知らせを受け、館山市の金丸謙一市長は2014年12月24日に、館山商工会議所や市観光協会の各代表と共にJR東日本千葉支社を訪問。要望書に「内房線の利便性が低下するのは必至。高速バスと比べ、鉄道は大量輸送や定時性確保で優位に立っている。」として、特急の復活と通勤・通学時間帯での特別快速の増発を求めた。それに対し、支社長は「『さざなみ』は利用者が減少しており、利用状況を鑑みたうえでの判断。今後も関係各所と協議を続ける。」と応じた。また、館山市議会でも同年12月25日に「さざなみ」の存続を求める意見書の提出を全会一致で採択している。ダイヤ改正後の2015年3月20日には、区間廃止された沿線自治体（館山市・富津市・南房総市・鋸南町）の各代表が同支社を再度訪問し、改めて特急の復活と特別快速の増発を申し入れた。以降、2016年1月27日にも館山市長などが同支社を再訪し、「内房線の利便性が低下した」として、先述同様の要望書を提出している。
また、同改正後は東京 - 館山間に平日のみ運行の総武線直通「特別快速」が1往復運行されていたが、これも2年後の2017年3月4日付けのダイヤ改正で廃止された。

## 内房線優等列車沿革
内房線（旧・房総西線）に有料の優等列車が初めて設定されたのは戦後の1958年（昭和33年）であるが、戦前の1935年（昭和10年）から1940年（昭和15年）の間、海水浴客などの利用を見込んで、臨時の快速列車（旧称：準急列車）には「漣」（さざなみ）などの列車愛称が付与されていたことがあった。

### 戦後優等列車の運行開始
- 1950年（昭和25年）7月16日 - 8月20日：土・日曜日運転の臨時快速「汐風」を両国駅 - 館山駅間で運転開始。1951年（昭和26年）夏にも運転された。
- 1952年（昭和27年） - 1953年（昭和28年）夏：「汐風」の運転区間を新宿駅まで延長し「夕凪」（土曜日運転）、「汐風」（日曜日運転）、両国発「さざなみ」（毎日運転）とする。
  - 1953年（昭和28年）に房総東・西線が「気動車モデル線区」に指定され、昭和28年度中までに千葉鉄道管理局管内に66両が配置されたことから、1954年（昭和29年）夏には「汐風」（毎日運転）、「夕凪」（土曜日運転）が気動車での運転に。「さざなみ」は客車列車のままであった。
- 1955年（昭和30年）
  - 4月17日以降：休日運転の臨時快速「房総の休日号」（新宿駅 - 成田駅 - 佐原駅 - 外川駅間）を新宿駅 - 千葉駅間で併結。
  - 11月15日：気動車を使った同線区初の定期快速列車を設定。平日は千葉発、休日は新宿発で、朝に新宿駅 → 千葉駅 → 木更津駅 → 館山駅 → 安房鴨川駅 → 大網駅 → 千葉駅と走った後、午後に千葉駅から逆経路でまわる循環列車となっていた。
- 1958年（昭和33年）
  - 夏季臨時列車として「房総の休日号」房総東線 （現在の外房線） 経由安房鴨川行きを併結し、多層建て列車となる。
  - 11月10日：この年7月10日から総武本線の両国駅 - 銚子駅間に設定されていた準急列車「犬吠」に、房総東線（現在の外房線）経由安房鴨川行き、房総西線（現在の内房線）経由館山行きの車両を併結し、3層建て列車になる。同時に名称を「房総」と改める。ただし誤乗を防ぐ観点から、銚子行きの車両には「房総（犬吠）」、安房鴨川行きの車両には「房総（外房）」、館山行きの車両には「房総（内房）」と、列車名の後に各列車の系統を表す括弧書きがなされた。
- 1959年（昭和34年）7月1日：それまでの「房総」を「京葉」に改称（括弧書きは継続）。総武本線・房総東線・房総西線の臨時準急列車を2往復増発し、新たに「房総」とする。新設された「房総」は新宿駅 - 銚子駅・（房総東線・房総西線経由）新宿駅・（房総西線・房総東線経由）新宿駅間の準急列車（3層建て列車かつ循環列車）で使用。系統別の括弧書きも踏襲する。
  - その運行系統は、2本とも新宿駅を9両編成で発車し、千葉駅で3方向へ向かう列車に分割し、房総東線 → 房総西線経由の「房総（外房）」と房総西線 → 房総東線経由の「房総（内房）」それぞれが房総半島を一周（途中ですれ違う）した後、千葉駅で再び銚子駅からきた上りの「房総（犬吠）」ともに3列車を併結して新宿駅へ戻るものであった。
- 1960年（昭和35年）
  - 4月25日：「房総」定期列車に変更。
  - 11月21日：「京葉」を1往復増発するが、増発分は括弧書きをせずに3方面いずれも下りが「京葉1号」、上りが「京葉2号」とされた。
- 1961年（昭和36年）
  - この年より「房総夏ダイヤ」開始。臨時準急「浜風」を増発（1往復）。翌年2往復となる。
  - 10月1日：「京葉」の括弧書き愛称を廃止し、上下ともに発車順に「京葉1号」・「京葉2号」とする。
- 1962年（昭和37年）
  - 房総夏ダイヤで臨時快速「しらすな」を両国駅 - 浜金谷駅間で運転。借入試作機関車のDF93形が牽引。
  - 10月1日：準急は房総東・西線系統と総武本線系統の新宿駅・両国駅 - 千葉駅間での併結運転を中止。「房総」・「京葉」の名称を、房総東線系統列車は「外房」（がいぼう）、房総西線系統列車は「内房」（ないぼう）と改める。「内房」は4往復となった。
    - 「房総」の流れを引き継ぐ循環列車系統に関しては、両線の境となる安房鴨川駅で「内房」と「外房」の愛称を切り替えていた。
- 1963年（昭和38年）
  - 4月28日：千葉駅移転改良により千葉駅でのスイッチバックを解消。
    - 房総夏ダイヤの臨時準急の愛称を房総東線は「汐風」とする（下り5本/上り4本運転）。このうち、下り2号/上り1号（中野駅 - 館山駅間）は153系電車6両による運転とし、千葉駅以東の非電化区間ではDD13形重連+クハ16形改造電源控車連結で運転した。ほかの2往復には定期列車に先んじてキロ28形を連結。

  - 10月1日：両国駅 - 館山駅間に、キハ58系を使用して全車座席指定席の準急列車を新設。よって自由席のみの編成であった「内房」と名称の区別をする必要があったことから、「さざなみ」と名づけられる。キロ28形を「さざなみ」と「内房」1往復に連結。
  - 「さざなみ」の愛称自体は以前からよく臨時列車の愛称として登場していたが、この時定期列車に昇格した。また、両国駅 - 千葉駅間では、同じ内容で房総東線に新設された両国駅 - 館山駅間運転の「くろしお」と併結運転した。
- 1964年（昭和39年）：房総夏ダイヤの臨時準急の名称を「白浜」とする（4往復運転）。下り2号/上り1号は80系電車6両によって、前年同様の運転とした。
- 1965年（昭和40年）
  - 房総夏ダイヤの臨時準急の名称を「汐風」に戻す。1往復増発。なお、この年より秋の改正用の気動車のうち、早期落成車を先行的に千葉鉄道管理局管内での夏季輸送で使用することとしたため、前年と前々年に実施した機関車牽引での電車使用を廃止した。
  - 10月1日：「さざなみ」に自由席車両を連結し、「内房」に統合する。この時「内房」の読みも「うちぼう」へ改められる。
- 1966年（昭和41年）3月5日：運行距離が100kmを越す準急列車を全て急行列車に格上げすることになり、「内房」は急行列車となる。
- 1967年（昭和42年）
  - 房総夏ダイヤの臨時急行を「うちうみ」に改称（6往復運転）。
  - 10月1日：「内房」のうち循環運転を行うものを、「うちうみ」と改称（5本運転。うち2本は館山駅 → 安房鴨川駅間を普通列車とした）。
- 1968年（昭和43年）7月1日：「内房」「うちうみ」を「うち房」に統合。
  - この年の房総夏ダイヤから臨時急行も「うち房」（50番台）に統合された。この年に海水浴輸送がピーク（約1200万人）を迎えた。初めて客車列車による臨時急行が運転され、このうち上り「うち房」54号の千倉駅 - 館山駅間はC57形牽引で運転。また、臨時急行の中にはキハ17形を使用した遜色急行が設定されたりもした。このほか臨時快速「さざなみ」（「かもめ」を再改称）や「富津岬」（新宿駅 - 木更津駅間・70系電車）[注釈 2]を運転。
- 1969年（昭和44年）7月11日：木更津駅 - 千倉駅間の電化により「うち房」が電車化され、新宿駅・両国駅 - 館山駅・千倉駅間（季節列車のうち1往復は八王子駅発着、新宿駅 - 館山駅間の1往復は113系により運転）で運転される。これにより「そと房」との両国駅 - 千葉駅間での併結運転と循環運転は廃止。
  - 電化開業と同日から始まった房総夏ダイヤでは臨時急行については房総ローカル用・大船電車区借り入れの113系、小山電車区借り入れの115系などで運転。101系による臨時快速「さざなみ」を新宿駅・両国駅・千葉駅 - 館山駅・千倉駅間で運転。
- 1970年（昭和45年）：房総夏ダイヤでは臨時「うち房」のうち1往復を高尾駅発着で運転。臨時快速「さざなみ」を中野駅・両国駅・津田沼駅 - 館山駅・千倉駅間で運転。
- 1971年（昭和46年）7月1日：千倉駅 - 安房鴨川駅間の電化により、「うち房」の下り7本/上り8本が安房鴨川駅まで延長。うち下り1本/上り2本は館山駅 - 安房鴨川駅間を普通列車とした。

### エル特急「さざなみ」設定後
- 1972年（昭和47年）

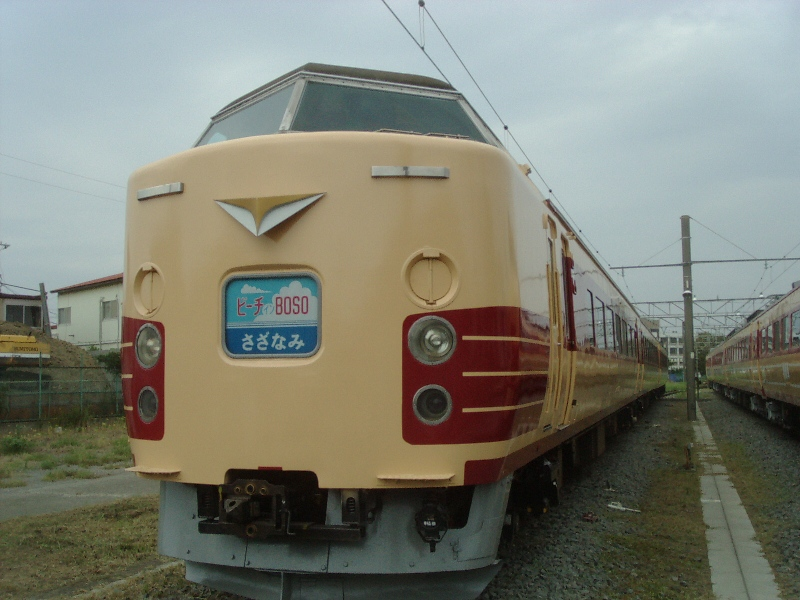
183系「ビーチインBOSOさざなみ」

  - 7月15日：総武本線東京駅乗り入れ（総武快速線開業）により、以下のように変更。
    1. 183系を導入し、特急「さざなみ」を運転開始（定期列車3往復・季節列車5往復）。季節列車の一部は新宿駅発着であった。
    2. 外房線の蘇我駅 - 安房鴨川駅間の電化により、存続した急行列車4往復による循環運転を再開。先に内房線を走行し外房線に入るもの（左回り）を「なぎさ」、先に外房線を走行し内房線に入る物（右回り）を「みさき」とする（館山駅 - 安房鴨川駅間は普通列車）。これによって「うち房」が廃止。なお、これに先立つ5月27日に外房線大網駅のスイッチバックが解消されていたため、電化前とは違い循環運転後は前後が入れ替わることになった。また、定期急行は車両が東京駅 - 錦糸町駅間で採用しているATC-5型非対応のため新規開業した東京駅に乗り入れできず、新宿駅または両国駅発着となった。

  - この年の房総夏ダイヤでは臨時特急「さざなみ」（下り1本/上り2本）、113系による臨時急行「みさき」「なぎさ」・101系などによる快速「青い海」（前年までの「さざなみ」を改称。下り15本/上り12本）[注釈 3]を運転。
- 1973年（昭和48年）：房総夏ダイヤでは臨時急行「みさき」「なぎさ」を冷房搭載の113系1000番台とし、この年落成したサロ113形を組み込んで運転[注釈 4]。

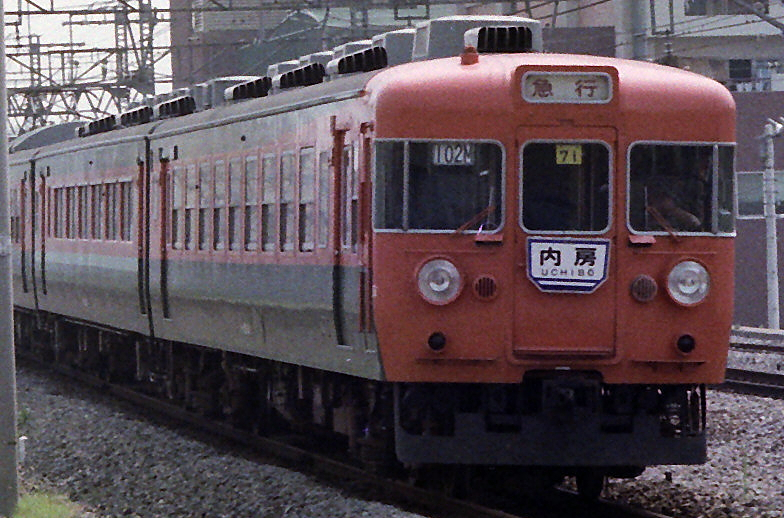
153系急行「内房」
(錦糸町駅、1978年撮影)

- 1975年（昭和50年）3月10日：循環運転を再び廃止し、内房線を走行する急行列車3往復は「内房」と改称。また、「さざなみ」は全て東京駅発着となる。
- 1982年（昭和57年）11月15日：急行「内房」など房総地区の急行列車全廃[10]。代替として、「さざなみ」に両国駅発着列車を設定。
- 1985年（昭和60年）3月14日：「さざなみ」の新宿駅・両国駅発着定期列車を全廃[10]。
- 1987年（昭和62年）：房総夏ダイヤでは「あずさ」（千葉駅 - 松本駅間・1往復）を千倉駅まで延長。この延長運転は1992年（平成2年）夏ダイヤまで実施された。
- 1991年（平成3年）3月16日：3月19日の「成田エクスプレス」運転開始に先立ち、東京駅 - 蘇我駅間を京葉線経由に変更[11]。
- 1993年（平成5年）7月2日：千倉駅発着列車の一部を255系による「ビューさざなみ」とする[12]。同時に「ホームタウンさざなみ」「おはようさざなみ」として、君津駅発着の列車が運転開始[12]。
- 1994年（平成6年）12月3日：「ビューさざなみ」での運転を千倉駅発着の全列車および館山駅発着列車の一部に拡大[13]。
- 1996年（平成8年）：251系電車による臨時列車「デラックスビュー南房総」を新宿駅 - 千倉駅間で運転。
- 1998年（平成10年）
  - この年の夏をもって「房総夏ダイヤ」を終了。
  - 12月8日：「さざなみ」の一部列車が、君津駅 - 館山駅間を普通列車として運転（なお、当初は上り、下りともに数本設定されていた）。グリーン車が半室喫煙席・半室禁煙席だったのを禁煙席に統一[14]。
- 2000年（平成12年）12月2日：「ビューさざなみ」の館山駅 - 千倉駅間を臨時列車に格下げ。一部の「さざなみ」が海浜幕張駅に停車するようになる[15]。
- 2002年（平成14年）12月1日：エル特急の呼称を廃止[16]。
- 2004年（平成16年）10月16日：E257系を「さざなみ」に導入[17][18]、183系の定期列車としての運行を終了。また「ホームタウンさざなみ」「おはようさざなみ」を廃止し[17]、E257系による列車を「さざなみ」、255系による列車を「ビューさざなみ」に統一。
- 2005年（平成17年）12月10日：列車名を「さざなみ」に統一し、「ビューさざなみ」を廃止。君津駅発着列車の4本を館山駅まで延長し、10両編成列車を大幅増加。日中の列車は臨時列車化される。房総方面のすべての特急列車を全車禁煙化。
- 2010年（平成22年）3月13日：「新宿さざなみ」を1往復増発。「さざなみ」は館山駅発着の1号と10号を廃止、1往復が君津駅発着に見直された。夜間の君津駅発着の1往復（うち下り1本は館山行きから見直し）を土曜・休日運休とする。そのほか、一部臨時列車の設定廃止や停車駅の変更が行われる。
- 2010年（平成22年）12月4日：3号と14号を臨時化、3往復を土曜・休日運休とし平日6往復、休日2往復の運転となる。これにより午前の下りは1号、午後の上りは12号と君津発の16号のみとなる。
- 2012年（平成24年）3月17日：下りの1・3・5号と上りの10・14号、「新宿さざなみ」の下りの1号と上りの4号に設定されていた館山駅 - 千倉駅間の臨時列車を廃止。
- 2013年（平成25年）1月19日-2月11日：「新宿さざなみ」1・4号を中央線・高尾駅まで延長。
- 2014年（平成26年）3月15日：車内販売を廃止。
- 2015年（平成27年）3月14日：ダイヤ改正により、以下のように変更。
  - 平日は下り5本（夜間帯のみ）、上り3本（早朝帯のみ）の運転となる[19]。
  - 運転区間は「新宿さざなみ」を除いて、平日運転の全列車が東京駅 - 君津駅間に統一。その代替として、平日に東京駅 - 館山駅間（総武快速線経由）の特別快速列車を1往復新設[19]。
  - 指定席を廃止し、全車両自由席とする。
- 2017年（平成29年）3月4日：さざなみ4号の車両を255系に変更。E257系の10両の運用が消滅。下りの1号が姉ヶ崎駅に停車。
- 2018年（平成30年）3月17日：すべての列車に指定席を設置。「しおさい」「わかしお」「さざなみ」の指定席での車内改札が原則省略となった。
- 2022年（令和4年）3月12日：ダイヤ改正により、以下の通り変更[20]。
  - 木更津始発の上り列車1本（4号）を増発し君津始発の1本（6号）は廃止。これに伴い255系を使用する列車が4号から6号に変更。
  - 指定席を拡大（E257系：3両、255系：5両）。
- 2023年（令和5年）2月4日：特急「さざなみ」運行開始50周年を記念し、特急「ビューさざなみ」を東京駅 - 館山駅間でリバイバル運転[21]。
- 2024年（令和6年）3月16日：ダイヤ改正により、以下の通り変更[22]。
  - 「新宿さざなみ」を含む全列車を全車指定席に変更し、座席未指定券のサービスを導入[1]。
  - 255系の定期運行を終了し、全列車がE257系5両編成による運行となる。
  - 下り1本（9号）を廃止し、下り4本・上り3本の運転となる。

### 列車名の由来
房総各線を走行する列車名には元々の地域性や、海水浴客に対する宣伝の意味も込めたのか海に関するものが多い。
（五十音順）
- 「青い海」（あおいうみ）：海、特に外洋を形容。
- 「うちうみ」：房総半島の東京湾側、すなわち「内海」を走行することから。また、外房線（旧、房総東線）を走行する「そとうみ」と対にするため。
- 「内房」・「うち房」（ないぼう・うちぼう）：房総半島の東京湾側を「安房の内側」で「内房」ということから。また、外房線を走行する「外房」・「そと房」と対にするため。
- 「おはようさざなみ」：朝の通勤時間帯を走行する「さざなみ」であるから。
- 「かもめ」：海鳥の「カモメ」から。特急の愛称としては戦前からの長い歴史を持つ。現在は西九州新幹線の列車名として使用されている。
- 「京葉」（けいよう）：東京と千葉県各地を結ぶことから。
- 「汐風」（しおかぜ）：海から吹く塩気を含んだ風から。平仮名書きの「しおかぜ」は1965年 - 1968年・山陽本線の特急、1972年からは予讃線の特急として運転されている。
- 「しらすな」：日本の美しい海岸の形容「白砂青松」から。
- 「白浜」（しらはま）：房総半島最南端の白浜町（現在の南房総市の一部）から。
- 「なぎさ」：波打ち際を表す言葉の「渚」から。
- 「ビーチインBOSOさざなみ」：海水浴客向けに途中大主要駅を通過する「さざなみ」であるから。
- 「ビューさざなみ」：使用する255系の車両愛称が「Boso View Express」（房総ビューエクスプレス）であるから。
- 「富津岬」（ふっつみさき）：富津市にある東京湾口の岬から。
- 「房総」（ぼうそう）：房総半島各地へ向かう列車であるから。
- 「ホームタウンさざなみ」：夕方の帰宅時間帯を走行する「さざなみ」であるから。
- 「みさき」：房総半島には多くの「岬」があり、ペアを組む「なぎさ」と見合うことから。
- 「夕凪」（ゆうなぎ）：海辺の地域で、無風の状態（凪）のうち夕方に起こるものを指す。
- 「つのぶえ」：マザー牧場への観光用列車。